# Бунаков, Леонтий Иванович
Леонтий Иванович Бунаков — дворянин московский и воевода во времена правления Михаила Фёдоровича. Рюрикович в XXIII колене, из дворянского рода Бунаковы.
Сын Ивана Дмитриевича Бунакова, помещика Вяземского уезда (1594). Имел братьев: Наума Ивановича — убит под Москвой и Яков Иванович († 1649).

## Биография
За московское осадное сидение пожалован вотчинами во Владимирском уезде (1618). Дворянин московский (1627-1640). На отпуске Кизылбашского посла участвует за обеденным столом (17 мая 1625). Приглашён к Государеву столу (08 сентября 1626 и 15 апреля 1628). Воевода в Чёрном Яре (1630-1633). Воевода, с отрядом до 8.000 казаков находился под Козельском против литовских войск и в стычках был разбит при селе Щелкалово, главным образом из-за не подчинения ему казаков (апрель 1634). При встрече литовских послов командовал 41 человеком из сотни дворян (06 февраля 1635). Полковой воевода в Рославле.
Жена: Анисья, вотчинница Московского уезда. Умер бездетным.